# 卯澳吳家樓仔厝
25°00′48″N 121°59′21″E / 25.013330°N 121.989267°E
卯澳吳家樓仔厝，位於臺灣新北市貢寮區福連里卯澳漁港旁，為當地興起漁業而建的石屋，具凱達格蘭族特色，今列歷史建築。

## 歷史

### 背景

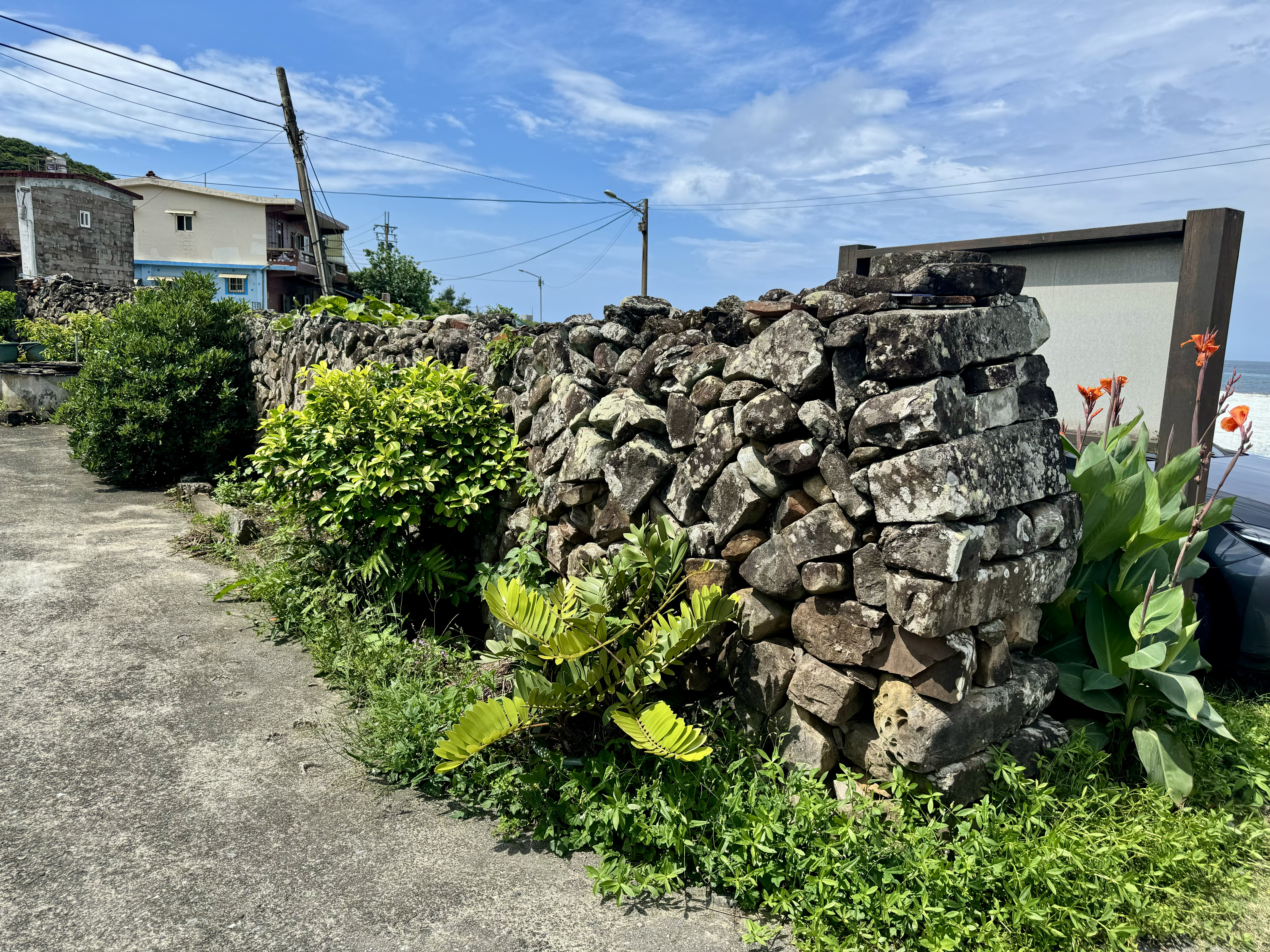
吳家樓仔厝圍牆

卯澳位於太平洋親潮與黑潮交會處，因此帶來豐富漁群。清明時節吸引鯖魚、齒鰆等魚群來卯澳海灣覓食，至夏季盛產煙仔虎、飛魚、花飛、螃蟹、龍蝦，秋冬季節則有軟翅、紅魽、黑毛、白毛。該地也是蘭陽平原到基隆候風放寄的停靠轉駛處。因地利之便，吸引閩南人來此定居，並與當地的凱達格蘭族族系融合，形成卯澳聚落。像是祖籍漳州漳浦的吳姓移民為從事漁業遷徙到卯澳，與凱達格蘭族巴賽族三貂社通婚。
為抗拒東北季風高鹽度海風和颱風的壓力，當地建物發展出石頭村莊。當地原住民本來習慣住高腳屋，是在與漢族融合後，地取材石頭為建材、紅土為黏著劑，打造石頭屋聚落。其建材依產地可分為山石、卵石、咕咾石和沙片。砌法則以亂石砌、人字砌、順丁砌等工法。

### 建立

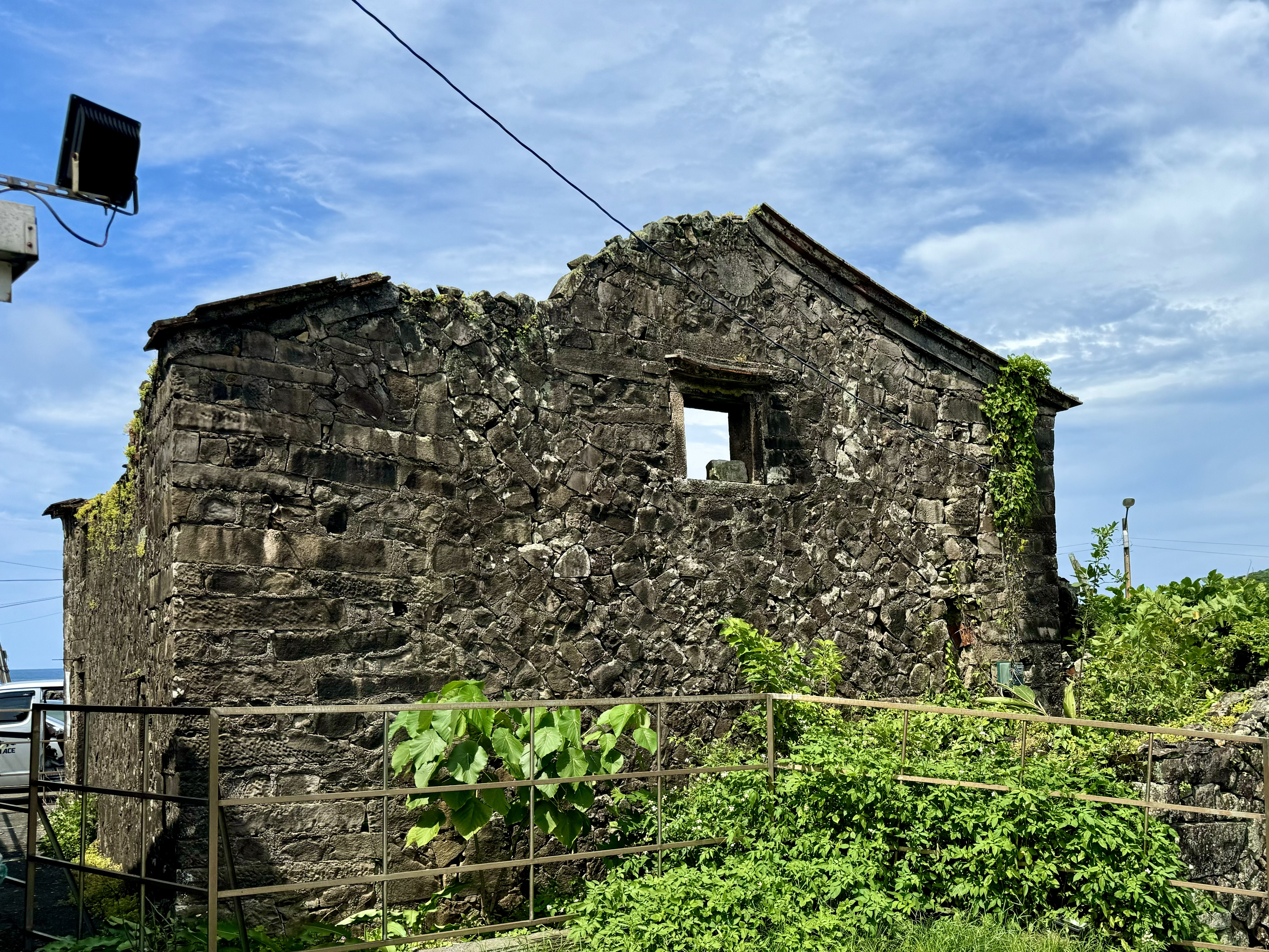
吳家樓仔厝山牆與太陽圖騰

十九世紀末，卯澳的吳永賜時因漁業富有，便興建二層樓的吳家樓仔厝。當地的石頭屋原先以野生茅草鋪成，經濟較好的屋主則後來以唐山紅瓦鋪蓋翻修。像是吳家樓仔就以紅瓦鋪蓋。
一說該卯澳地名由來，是因位於卯澳灣內側，每天卯時日出時會先照到，因此故有此名。吳家樓仔厝一面山牆上有臺灣民宅少見的太陽圖騰，推估可能是受到平埔族自然崇拜信仰影響。此樓特色是四個角落共有八個槍眼，並有臺灣民宅少見的火型山牆。建築與其他石頭屋相較，相當氣派，當地居民便以「樓仔澳」稱附近一帶。
之後，當地漁民在三貂角、卯澳設置鰹魚定置網，以捕捉早春成群結隊洄游的鰹魚。至吳永賜長子吳文同繼承時，在1929年與地方人士組織卯澳漁業組合會，以魚貨販賣為宗旨，就用家宅厝製鰹魚乾。

### 廢棄

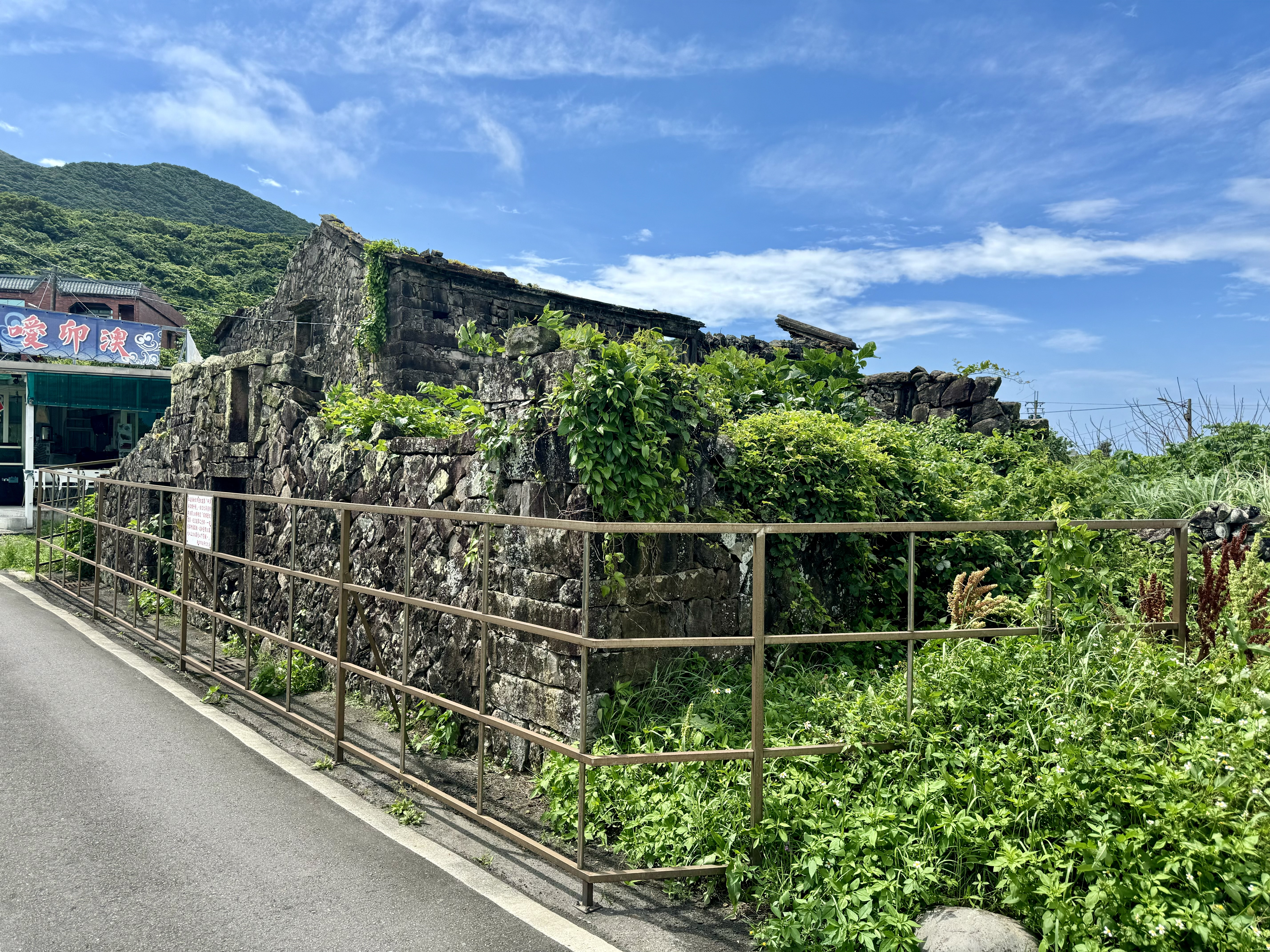
吳家樓仔厝側邊

因定置網濫捕鰹魚過度，加上魩仔雙拖網濫捕鰹魚攝食的日本鯷等，卯澳的漁業走向衰微。今屬於福連里的卯澳在1950年代隨著漁業沒落，人口流失，卯澳吳家樓仔厝就改作碾米廠等用途，但之後依然廢棄。
1979年8月12日，北海岸濱海公路正式通車的第一個周日，讓卯澳等地交通便利。在該年通車後，居民生活獲得改善，石頭厝也逐漸被居民廢棄或改建為水泥洋房。雖然卯澳吳家樓仔厝已屋頂坍塌、牆垣殘缺，但較附近的石頭屋相較，依然有昔日的風貌。

### 保存

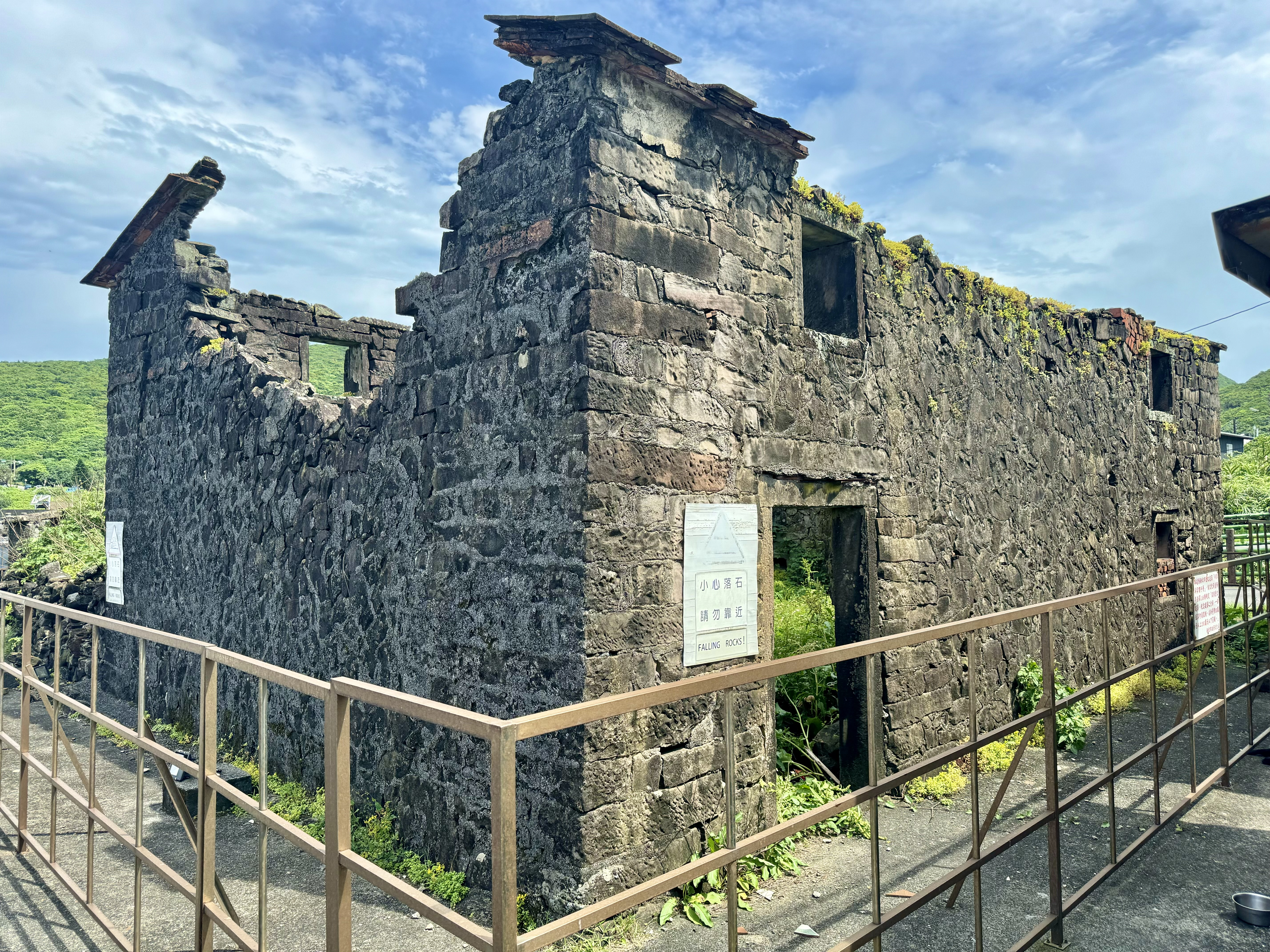
背側

1989年，臺灣大學城鄉與建築研究所陳章瑞來此規畫，建議可將此處的石頭屋內部現代化，成為漁村式旅館。隨著網路的發達，卯澳成為觀光地點。如業者就會以卯澳的石礫長堤、蔚藍海岸、石頭古厝、少見供奉魚籃觀音的利洋宮作做觀光賣點。2012年8月21日，新北市市政會議，農業局長廖榮清對市長朱立倫報告將對卯澳漁港的石頭屋們增設夜間照明、導覽解說牌，以讓旅客增添思古幽情，於本月底完成。
吳家樓仔厝由後代楊林瑞在妻子許素惠的建議下，以新台幣千萬元向親人買下產權，計畫列入文資保護後來修復。他透過台灣師範大學社會教育學系助理教授蕭文杰協助，讓卯澳社區內凝聚保存石頭屋的意識。2020年7月8日，新北市文化局文化資產科安排專家前來會勘吳家樓仔厝。後因文資委員認為無法確認始建年代、毀損嚴重、僅剩殘牆，無特殊性，駁回指定古蹟申請，而由許素惠改申請歷史建築。